# Bahnhof Geltendorf
Der Bahnhof Geltendorf ist ein Kreuzungsbahnhof der Bahnstrecken München–Buchloe und Mering–Weilheim in der Gemeinde Geltendorf in Oberbayern. Der Bahnhof ist eine Station der S-Bahn München und befindet sich im Gebiet des Münchner Verkehrs- und Tarifverbundes (MVV).
Der Bahnhof Geltendorf wurde am 30. Juni 1898 zusammen mit der Lokalbahn Mering–Weilheim in Betrieb genommen. Für den 1972 aufgenommenen S-Bahn-Betrieb wurde der Bahnhof von 1968 bis 1970 grundlegend umgebaut und die anschließenden Strecken teilweise elektrifiziert. Neben dem Bahnhof Geltendorf gibt es in der Gemeinde Geltendorf den Bahnhof Walleshausen, den stillgelegten Bahnhof Kaltenberg, sowie den ebenfalls stillgelegten Haltepunkt Wabern (Paar), die alle an der Ammerseebahn liegen.

## Lage
Der Bahnhof Geltendorf liegt südlich der Ortsmitte von Geltendorf im Süden des Ortsteils Geltendorf Bahnhof. Die Bahnstrecke stellt die Grenze zwischen den Gemeinden Geltendorf und Eresing dar. Das Bahnhofsgebäude befindet sich nördlich der Gleisanlagen und besitzt die Adresse Am Bahnhof 6. Die Bahnhofstraße verbindet den Bahnhof mit der etwa zwei Kilometer entfernten Ortsmitte von Geltendorf. Ungefähr 1,5 Kilometer südlich des Bahnhofs befindet sich das zu Eresing gehörende Kloster Sankt Ottilien. Bis zu seiner Trockenlegung 1916 befand sich direkt südlich der Gleisanlagen der Emminger Weiher.
Geltendorf ist Kreuzungsbahnhof zweier Bahnstrecken. Die auch als Allgäubahn bezeichnete Strecke von München nach Buchloe (VzG 5520) ist eine zweigleisige, elektrifizierte Hauptbahn. Neben dem Regionalverkehr verkehren auf ihr einige internationale Fernverkehrszüge sowie Güterzüge. Die Ammerseebahn von Mering bei Augsburg über Geltendorf und Dießen nach Weilheim (VzG 5370) ist eine eingleisige Hauptbahn, die nur im Regionalverkehr bedient wird. Sie ist zwischen Mering und Geltendorf elektrifiziert. Der Bahnhof Geltendorf ist der betriebliche Mittelpunkt der Strecke.

## Geschichte

### Bau und Betrieb bis 1968
Am 1. Mai 1873 wurde das letzte Teilstück der Hauptbahn München–Buchloe von München nach Kaufering eröffnet, die durch das Gemeindegebiet von Geltendorf führte. In Geltendorf wurde jedoch kein Bahnhof errichtet, da der Ort zwei Kilometer nördlich der Strecke lag.

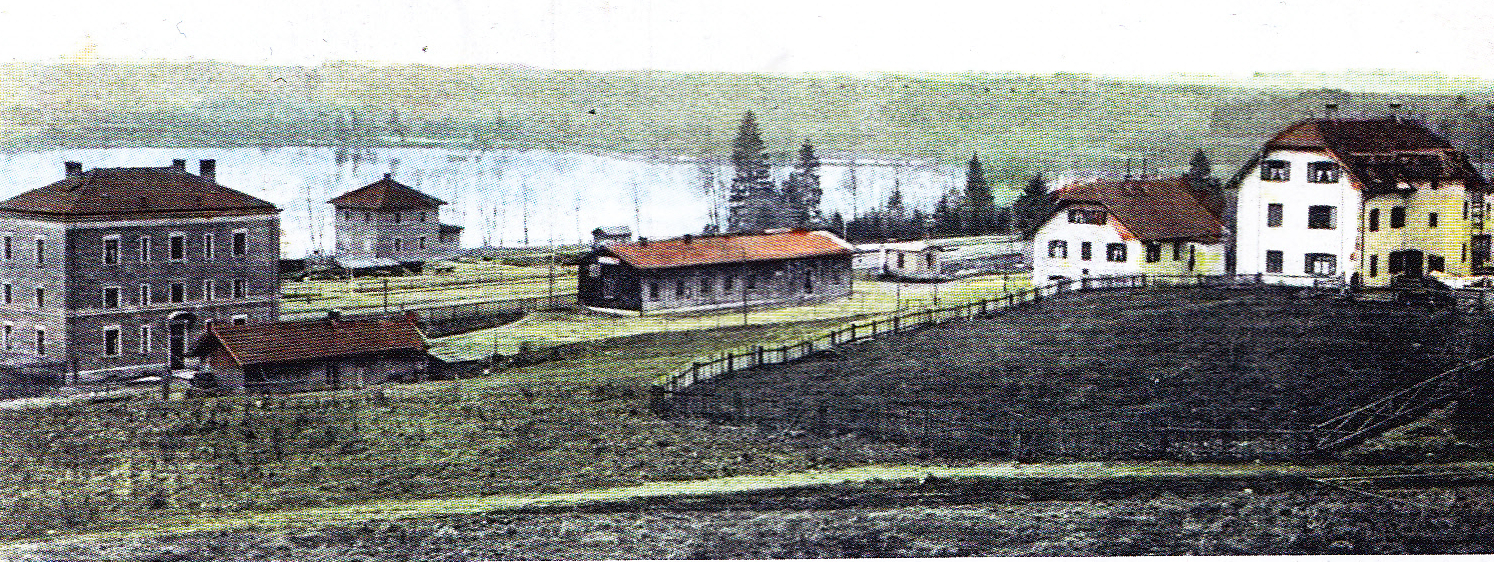
Bahnhof mit Emminger Weiher 1902

Nachdem es bereits Anfang der 1870er-Jahre Planungen für eine Bahnstrecke von Augsburg an den Ammersee und weiter in Richtung Alpen gab, genehmigte der bayerische Staat 1886 die Projektierung der Ammerseebahn von Mering bei Augsburg über Dießen am Ammersee nach Weilheim. Im Herbst 1886 wurde mit dem Bau der Lokalbahn begonnen. Ursprünglich war die Kreuzung mit der Strecke München–Buchloe in Türkenfeld geplant. Das Kloster Sankt Ottilien bewog die Augsburger Eisenbahndirektion jedoch zur Führung der Strecke über Geltendorf und Sankt Ottilien, da es einen Eisenbahnanschluss zur Anfahrt von Baumaterial benötigte. An der Kreuzung der beiden Strecken plante die Eisenbahndirektion den Kreuzungsbahnhof Geltendorf. Ursprünglich war als Name Eresing vorgesehen, da der Bahnhof näher an Eresing als an Geltendorf lag, schließlich wurde er doch Geltendorf genannt. Ab September 1897 diente der Bahnhof als Entladestation des Baumaterials für die Klosterkirche Sankt Ottilien. Am 30. Juni 1898 nahmen die Königlich Bayerischen Staatseisenbahnen den Personenverkehr am Bahnhof Geltendorf auf, zeitgleich mit der Eröffnung der Ammerseebahn von Mering nach Schondorf. Am 23. Dezember 1898 wurde die Verlängerung von Schondorf nach Weilheim in Betrieb genommen.

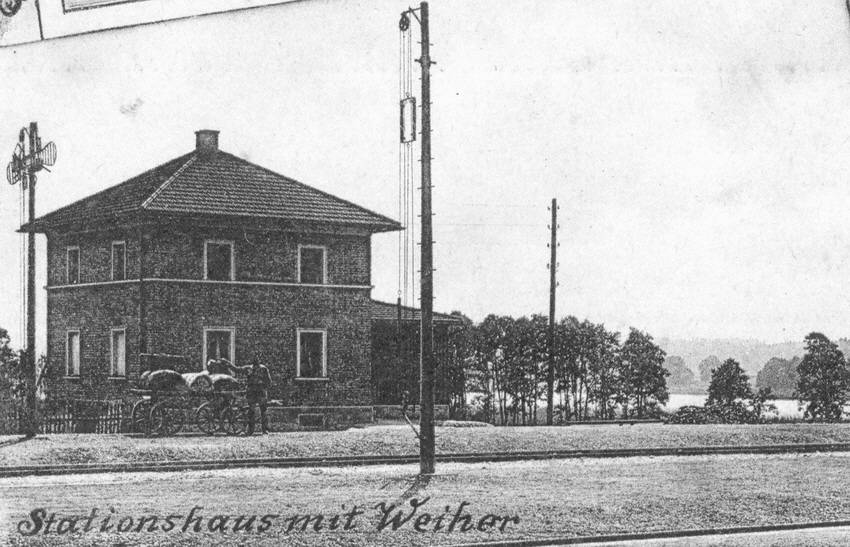
Wasserhaus am Emminger Weiher 1900

Nördlich der Gleise entstanden in Geltendorf ein eingeschossiges hölzernes Empfangsgebäude und eine Güterhalle. Im West- und im Ostteil des Bahnhofs wurde je ein Weichenturm errichtet. Im Süden lag ein zweigeschossiges Wasserhaus, das im Obergeschoss zwei Wassertanks und im Untergeschoss Diensträume für die Angestellten der Bahnmeisterei enthielt. Im Osten und Westen des Bahnhofs wurden für die neugebauten Straßen nach Eresing und Türkenfeld beschrankte Bahnübergänge eingerichtet. Um 1900 entstand östlich des Empfangsgebäudes ein dreigeschossiges Wohnhaus für Bahnbedienstete. 1905 und 1906 bauten die Bayerischen Staatsbahnen die Bahnstrecke München–Buchloe aufgrund des steigenden Verkehrsaufkommens zweigleisig aus. Dabei wurde der Bahnhof Geltendorf auf fünf Gleise erweitert und erhielt eine Bahnsteigunterführung. Die wegen der hohen Zugdichte nicht mehr zweckmäßigen Bahnübergänge wurden durch Unterführungen ersetzt. 1907 errichteten die Bayerischen Staatsbahnen im Westen des Bahnhofs eine höhenfreie Kreuzung zwischen den beiden Bahnstrecken, bei der die von Norden kommende Ammerseebahn die Strecke München–Buchloe unterquert und dann auf deren Südseite in den Geltendorfer Bahnhof einläuft. Die alte Trasse, die im Westen des Bahnhofs direkt nach Norden abzweigt, blieb jedoch erhalten. 1912 wurde ein zweites dreigeschossiges Eisenbahnerwohnhaus östlich des bestehenden Wohnhauses errichtet. 1913 wurde die Ammerseebahn von der Lokalbahn zur Hauptbahn erhoben.
Im Ersten Weltkrieg existierte von 1915 bis 1921 ein Außenlager des Kriegsgefangenenlagers Puchheim östlich des Bahnhofs, dessen Gefangene auch an den Bahnanlagen arbeiten mussten. 1916 ersetzten die Bayerischen Staatsbahnen das Wasserhaus im Süden des Bahnhofs, das nach Trockenlegung des Emminger Weihers nicht mehr verwendet werden konnte, durch eine neue Wasserreserve nördlich der Bahnanlagen.

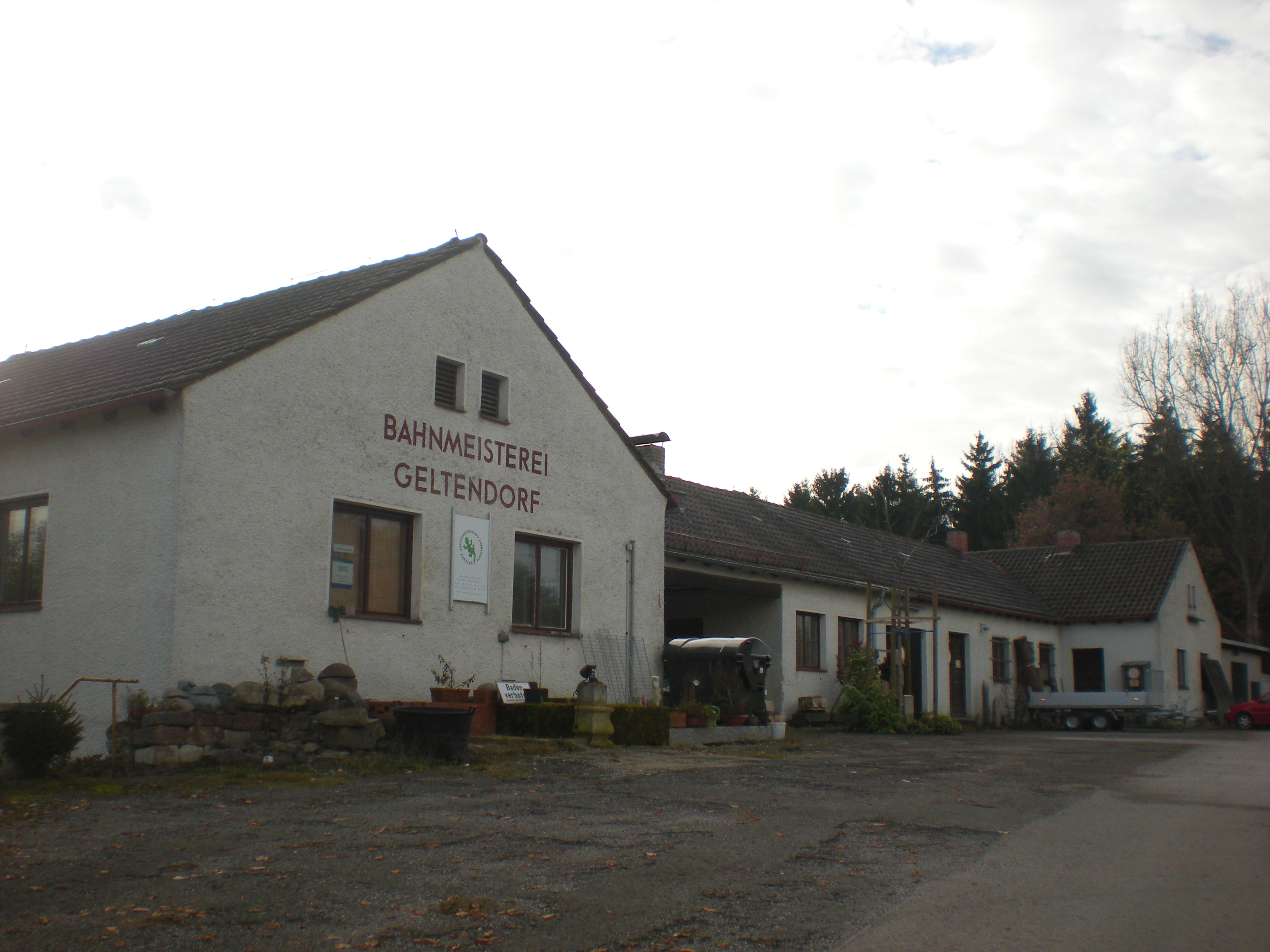
Bahnmeisterei II

In den 1930er-Jahren gestaltete die Deutsche Reichsbahn die Bahnhofsanlagen um. Das hölzerne Empfangsgebäude wurde 1930 abgebrochen und durch einen eingeschossigen gemauerten Neubau ersetzt. Zudem entstanden ein neuer Güterschuppen und weitere Bahnwohnhäuser. Die Reichsbahn erweiterte die Gleisanlagen, wobei das seit 1916 nicht mehr benutzte Wasserhaus abgetragen wurde. Zwischen den Gleisen 4 und 5 stellte die Deutsche Reichsbahn einen Wasserkran für die Dampflokomotiven auf. Zwischen 1937 und 1938 entstanden die Bahnmeisterei II im Ostteil des Bahnhofs und weitere Nebengebäude im westlichen Teil. Im Zweiten Weltkrieg wurden am Bahnhof Bunker für die Bahnangestellten errichtet. Allerdings zerstörten die Alliierten den Bahnhof wegen seiner geringen strategischen Bedeutung nicht. Zwischen dem 18. Juni 1944 und dem 27. April 1945 wurden KZ-Häftlinge auf beiden Bahnstrecken durch den Bahnhof Geltendorf transportiert. Als Versteck für Munitionstransporte reaktivierte die Deutsche Reichsbahn die alte Trasse der Ammerseebahn im Streichenlaich, auf der das Gleis noch lag. Nach dem Ende des Krieges baute die Reichsbahn 1947 das Gleis auf der alten Trasse ab. Von 1951 bis 1952 erweiterte die Deutsche Bundesbahn die Bahnmeisterei II durch ein zweites Gebäude.

### Umbau für den S-Bahn-Betrieb
Ab 1968 baute die Deutsche Bundesbahn den Bahnhof für den geplanten S-Bahn-Betrieb grundlegend um. Die Bahnsteige wurden modernisiert, verlängert und auf 76 cm erhöht. Dabei wurden die Dienstbauten auf den Mittelbahnsteigen abgerissen und die Holzdächer durch neue Überdachungen ersetzt. Die bis dahin existierenden Bahnsteigsperren wurden aufgehoben und Anfang der 1970er Jahre abgebaut, die Fahrgäste konnten nun das gesamte Bahnhofsgelände ohne Kontrolle betreten. Am 30. Juli 1968 stellte die Deutsche Bundesbahn den Betrieb von den bisherigen mechanischen Stellwerken auf ein Spurplandrucktastenstellwerk um und ersetzte die noch aus der Länderbahnzeit stammenden bayerischen Formsignale durch Lichtsignale. Die alten Weichentürme wurden 1970 abgebrochen. Zum 29. September 1968 nahm die Deutsche Bundesbahn zwischen München und Geltendorf den elektrischen Betrieb auf. Durch diese Maßnahme sank die Fahrzeit zwischen München und Geltendorf von 78 auf 40 Minuten. Bis zum 7. September 1970 elektrifizierte sie auch die Ammerseebahn zwischen Augsburg und Geltendorf, um eine Umleitungsstrecke für die dicht befahrene Bahnstrecke München–Augsburg einzurichten. Im selben Jahr wurden der nicht mehr benötigte Wasserkran und die Dieselzapfsäule am Ende des Bahnsteigs der Gleise 4 und 5 abgebaut. Im westlichen und östlichen Bahnhofskopf veränderte die Deutsche Bundesbahn die Lage der durchgehenden Hauptgleise.
Bereits ab 1971 verkehrten Triebwagen der Baureihe 420 im S-Bahn-Vorlaufbetrieb zwischen Geltendorf und München Hauptbahnhof. Am 28. Mai 1972 wurde schließlich die S-Bahn München in Betrieb genommen, fortan war Geltendorf Endstation der Linie S 4. In den 1970er Jahren fuhr eine rangierende Elektrolokomotive auf einen an Gleis 2 stehenden Nahverkehrszug auf, wobei ein Sachschaden entstand. 1979 löste die Deutsche Bundesbahn die Hauptdienststelle in Geltendorf auf, der Bahnhof wurde erst Kaufering und später Buchloe zugeordnet. 1985 wurde im Bahnhof erstmals in Deutschland ein Eisenbahnzug großflächig mit Graffiti besprüht, der sogenannte Geltendorfer Zug. Am 9. Dezember 1993 nahm die Deutsche Bundesbahn das Ladegleis außer Betrieb. 1995 baute die Deutsche Bahn die beiden Weichen des Ladegleises zurück, 1996 löste sie die Bahnmeisterei II auf. 2000 wurden die Fahrkartenschalter im Empfangsgebäude geschlossen.
Von 2005 bis 2008 führte die Deutsche Bahn in Geltendorf größere Umbaumaßnahmen durch. Ab 2004 wurde die Bahnsteigunterführung, die bisher nur Mittelbahnsteige und Hausbahnsteig verband, in Richtung Süden verlängert. Im Süden der Gleise entstand bis zum Dezember 2006 ein Park-and-ride-Platz, für den die Abstellgleise 9 und 10 abgebaut wurden. Im August 2005 erneuerte die Deutsche Bahn den Hausbahnsteig und ersetzte das hölzerne Bahnsteigdach von 1905 durch ein größeres Metalldach. Von 2006 bis April 2007 wurde der Bahnhof barrierefrei ausgebaut und mit Aufzügen ausgestattet. Am 25. September 2007 brach die Deutsche Bahn die Güterhalle ab und demontierte das Ladegleis, sodass auf der frei werdenden Fläche bis 2008 ein Busbahnhof entstehen konnte.
Im Jahr 2013 setzt die Deutsche Bahn den Umbau des Bahnhofs fort. Im Februar 2013 begann sie mit dem Setzen neuer Oberleitungsmasten im Bahnhofsbereich. Am 27. April 2013 begann die DB mit dem Umbau des Mittelbahnsteigs der Gleise 2 und 3. Während der Erneuerung der Treppe zur Bahnsteigunterführung von April bis August 2013 wurde für die Fahrgäste ein provisorischer Holzsteg über die Gleise 1 und 2 errichtet, der den Hausbahnsteig mit dem Mittelbahnsteig verband. 2014 wurde der Bahnsteig an Gleis 3 von 76 cm auf 96 cm erhöht, um einen barrierefreien Zugang zur S-Bahn zu ermöglichen. Außerdem wurde der Bahnsteig mit Blindenleitstreifen ausgestattet und das 2013 abgebrochene Bahnsteigdach von 1968 durch eine neue Dachkonstruktion ersetzt. Im Oktober und November 2014 wurden die westlich des Bahnhofs gelegene Straßenunterführung und das Kreuzungsbauwerk der beiden Bahnstrecken durch Neubauten ersetzt. Dafür mussten die Gleisanlagen des Bahnhofs unterbrochen und der Zugverkehr für eine Woche eingestellt werden.
Zum November 2016 nahm die Deutsche Bahn in Geltendorf ein elektronisches Stellwerk in Betrieb. Die bisherigen Lichtsignale nach dem H/V-Signalsystem wurden durch Ks-Signale ersetzt. Durch die gleichzeitige Außerbetriebnahme des Spurplandrucktastenstellwerks im Empfangsgebäude ist der Bahnhof Geltendorf nun nicht mehr besetzt.
Im November 2018 eröffnete die Deutsche Bahn ein Video-Reisezentrum am Bahnhof Geltendorf, das von Kempten aus bedient wird.

## Aufbau

### Empfangsgebäude

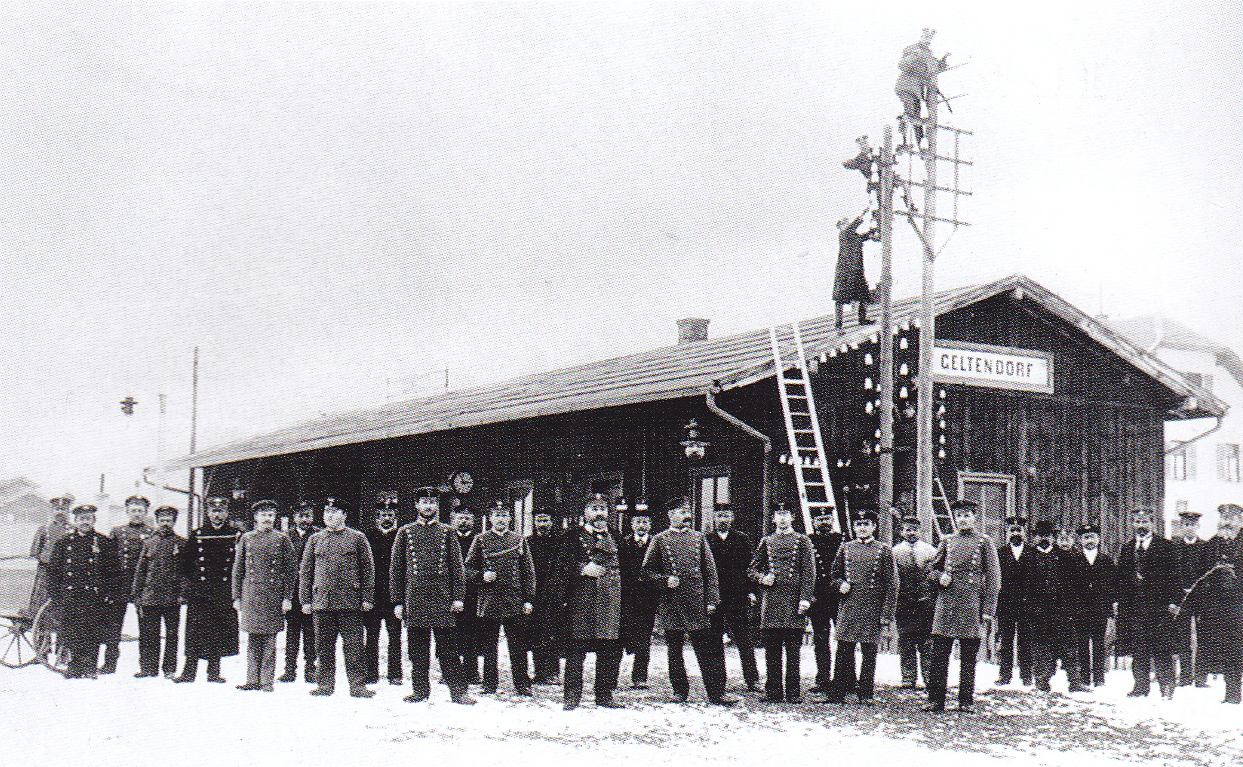
Empfangsgebäude 1902

Das erste Empfangsgebäude von Geltendorf war ein eingeschossiges langgestrecktes Holzgebäude mit Satteldach, in dem sich eine Wartehalle, ein Befehlsstellwerk, sowie Räume für die Verwaltung und Fahrdienstleitung befanden.
1930 ersetzte die Deutsche Reichsbahn das Holzgebäude durch einen schlichten gemauerten Neubau mit flachem Walmdach. Das Gebäude ist im Heimatstil gehalten und weiterhin einstöckig. Es enthält eine Wartehalle und einige Bahndiensträume. Die Fahrkartenschalter waren bis zum 1. Dezember 2000 in Betrieb. Die Wartehalle ist heute nur noch von der Gleisseite aus zugänglich. Neben dem Empfangsgebäude befanden sich die Bahnhofstoiletten und seit dem 12. Dezember 2006 ein DB Service Store in eigenen Gebäuden. Seit 2008 sind die Toiletten aufgrund von Vandalismusschäden und Investitionsstau dauerhaft geschlossen.
2012, 2015 und 2017 und 2020 wird das Gebäude weiterverkauft. Im selben Jahr beginnen die Umbaumaßnahmen mit dem Abriss der WC-Anagen und des Sanitärgebäudes. Ab 2021 stellt die neue Eigentümerin Planungen zum Bauvorhaben in der Öffentlichkeit vor. Die Planungen beinhalten eine neu gestaltete Wartehalle mit Café, ein Coworking-Space, Boardinghouse, sowie Arztpraxen.

### Bahnsteige und Gleisanlagen

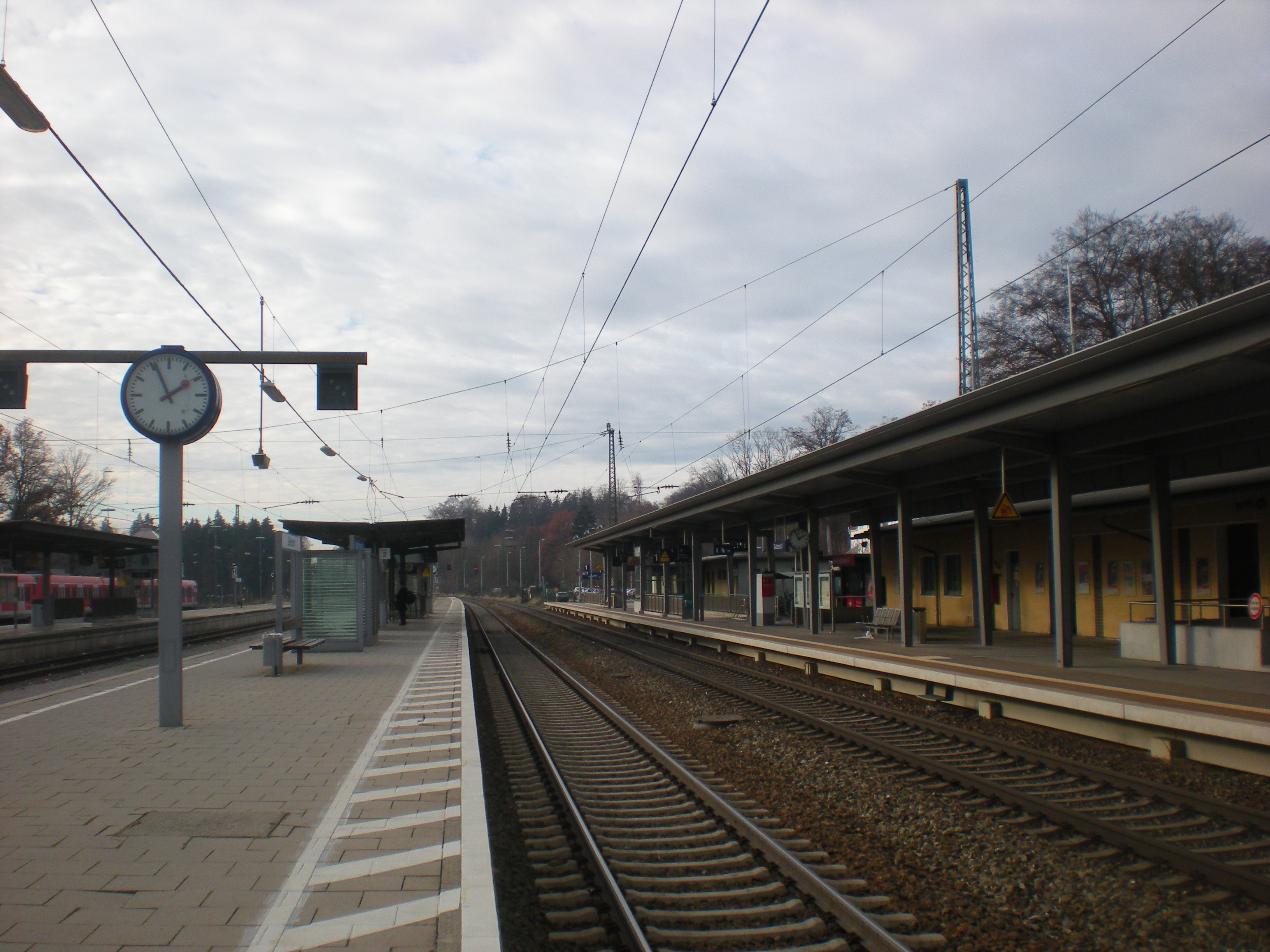
Bahnsteige 2011

Der Bahnhof verfügt über fünf Bahnsteiggleise, welche sich an einem Hausbahnsteig und zwei Mittelbahnsteigen befinden. Südlich davon existierten bis etwa 1970 fünf bahnsteiglose Güter- und Abstellgleise. Vom südlichsten Abstellgleis zweigte nach Westen und Osten je ein Stumpfgleis ab, von denen das nach Osten führende Gleis einen Kleinlokschuppen anschloss. Außerdem befand sich östlich des zweiten Mittelbahnsteigs ein weiteres Stumpfgleis. Im Westen des Bahnhofs, vor der Güterhalle, lag ein in Richtung Westen an Gleis 1 angeschlossenes Ladegleis mit Stutzen. Das Ladegleis wurde am 9. Dezember 1993 außer Betrieb genommen und am 27. Juli 1995 durch Ausbau der Weichen endgültig stillgelegt. Die Abstellgleise 9 und 10 wurden 2004 zur Errichtung eines Park-and-ride-Platzes demontiert, 2007 baute die DB auch das Ladegleis ab. 2014 wurden die Abstellgleise 7 und 8 durch Ausbau der östlichen Weichen zu Stumpfgleisen zurückgebaut, die nur noch aus Richtung Westen angefahren werden können.
Heute existieren neben den fünf Bahnsteiggleisen noch drei bahnsteiglose Abstellgleise südlich der Bahnsteige und das Stumpfgleis östlich des zweiten Mittelbahnsteigs, die zur Abstellung von S-Bahn-Zügen und LINT-41-Triebwagen der BRB dienen. Alle Bahnsteige sind überdacht und seit April 2007 barrierefrei mit Aufzügen ausgestattet. Eine Unterführung verbindet die beiden Mittelbahnsteige mit dem Hausbahnsteig und dem Park-and-ride-Platz im Süden des Bahnhofs. Nur am Hausbahnsteig existiert seit 2001 ein digitaler Zugzielanzeiger. Die Bahnsteigdächer waren anfangs als Holzbalkenkonstruktionen mit Satteldach ausgeführt. Bei der Modernisierung der Bahnsteige für den S-Bahn-Betrieb  1968 ersetzte die DB die Holzdächer der beiden Mittelbahnsteige durch modernere Konstruktionen. Am Hausbahnsteig wurde das Holzdach erst 2005 ersetzt.
| Gleis | Länge in m | Höhe in cm | Nutzung                                |
| ----- | ---------- | ---------- | -------------------------------------- |
| 1     | 280        | 55         | Züge in Richtung Buchloe               |
| 2     | 260        | 76         | Züge in Richtung München               |
| 3     | 210        | 96         | S-Bahn-Züge in Richtung München        |
| 4     | 259        | 76         | Züge in Richtung Weilheim und Schongau |
| 5     | 259        | 76         | Züge in Richtung Augsburg              |

### Stellwerke
Bei der Eröffnung wurden die Weichen und Signale über zwei mechanische Wärterstellwerke gesteuert, die in zweigeschossigen Weichentürmen untergebracht waren. Stellwerk I befand sich im Osten, Stellwerk II im Westen des Bahnhofs. Des Weiteren war im Empfangsgebäude ein Befehlsstellwerk untergebracht. Am 30. Juni 1968 legte die Deutsche Bundesbahn die mechanischen Stellwerke still und nahm im Empfangsgebäude ein neues Spurplandrucktastenstellwerk der Bauart Lorenz Sp Dr L30 in Betrieb, das als Stellwerk Gf bezeichnet wurde. Die Weichentürme wurden 1970 abgebrochen.
Zum 23. November 2015 nahm die Deutsche Bahn ein neues elektronisches Stellwerk (ESTW) in Betrieb, welches das bisherige Drucktastenstellwerk ersetzte. Dafür wurde am Bahnhof Geltendorf ein Modulgebäude als ESTW-Außenstelle errichtet, das aus der Betriebszentrale in München ferngesteuert wird. Das ESTW ist auf der Bahnstrecke München–Buchloe für den Abschnitt von Türkenfeld bis Epfenhausen zuständig, auf der Strecke Mering–Weilheim stellt es den Abschnitt von der Südausfahrt Walleshausen bis St. Ottilien.

### Bahnmeistereien
In Geltendorf gab es zwei Bahnmeistereien. Die Bahnmeisterei I befand sich 200 Meter westlich des Bahnhofs nördlich der Gleise. Sie bestand aus zwei Gebäuden mit Übernachtungsräumen für das Lokpersonal, Werkstätten und Lagerräumen sowie zwei Dienstwohnungen. Die Gebäude sind bis heute erhalten und bewohnt.
Zwischen 1937 und 1938 entstand 200 Meter östlich des Bahnhofs südlich der Gleisanlagen die Bahnmeisterei II. Das Hauptgebäude war ein gemauerter eingeschossiger giebelständiger Bau mit Satteldach. Von 1951 bis 1952 errichtete die DB ein zweites weitgehend baugleiches Gebäude westlich des ersten. Einige Jahre später wurden beide Gebäude durch einen traufständigen Querbau verbunden. Auf dem Gelände der Bahnmeisterei befinden sich außerdem ein Draisinenschuppen und einige Lagerräume. Die Bahnmeisterei Geltendorf war auf der Bahnstrecke München–Buchloe für den Bereich von Schwabhausen bis Türkenfeld sowie auf der Ammerseebahn von Egling bis Riederau zuständig. Im Dezember 1996 wurde sie geschlossen, die Gebäude sind bis heute erhalten.

## Verkehr

### Personenverkehr
Von 2007 bis 2020 hielten in Geltendorf einzelne alex-Züge der Regentalbahn zwischen München und Lindau bzw. Oberstdorf. Im Sommer 2021 verkehrte samstags ein Intercity-Express-Zugpaar zwischen Berlin und Bregenz mit Fahrtrichtungswechsel im Bahnhof Geltendorf.
Im Fahrplan 2022 wird der Bahnhof Geltendorf zweimal pro Stunde durch Regionalzüge zwischen München und Buchloe bedient, die ab Buchloe weiter nach Memmingen, Lindau, Oberstdorf oder Füssen fahren. Auf der Strecke Mering–Weilheim verkehren die Züge im Stundentakt. Geltendorf ist Endstation der Linie S 4 und von einzelnen Zügen der Linie S 20 der S-Bahn München.
| Linie                    | Verlauf | Taktfrequenz             |
| ------------------------ | --- | ------------------------ |
| /                        | München – Geltendorf – Kaufering – Buchloe – Kaufbeuren – Kempten (Allgäu) – Immenstadt – Oberstdorf / Lindau | 120 min                  |
| RE72                     | München – Geltendorf – Kaufering – Buchloe – Türkheim (Bay) – Memmingen | 120 min                  |
| RB67                     | Augsburg-Oberhausen – Augsburg Hbf – Mering – Geltendorf – Weilheim (– Peißenberg – Schongau) | 060 min                  |
| RB68                     | München – Geltendorf – Kaufering – Buchloe – Kaufbeuren – Biessenhofen – Füssen | einzelne Züge            |
| RB74                     | München – Geltendorf – Kaufering – Buchloe | 060 min                  |
| S4                       | Geltendorf – Türkenfeld – Grafrath – Schöngeising – Buchenau – Fürstenfeldbruck – Eichenau – Puchheim – Aubing – Leienfelsstraße – Pasing – Laim – Hirschgarten – Donnersbergerbrücke – Hackerbrücke – Hauptbahnhof – Karlsplatz (Stachus) – Marienplatz – Isartor – Rosenheimer Platz – Ostbahnhof – Leuchtenbergring – Berg am Laim – Trudering (– Gronsdorf – Haar – Vaterstetten – Baldham – Zorneding – Eglharting – Kirchseeon – Grafing Bahnhof – Grafing Stadt – Ebersberg) | 20/40 min                |
| S20                      | Höllriegelskreuth – Pullach – Großhesselohe Isartalbahnhof – Solln – Siemenswerke – Mittersendling – Heimeranplatz – Pasing (– Leienfelsstraße – Aubing – Puchheim – Eichenau – Fürstenfeldbruck – Buchenau – Schöngeising – Grafrath – Türkenfeld – Geltendorf) | einzelne Züge in der HVZ |
| Stand: 12. Dezember 2021 | |                          |

Vom Bahnhof Geltendorf verkehren Regionalbusse nach Inning am Ammersee, Entraching, Hofstetten, Landsberg am Lech und Weil. Die Busse sind in den Tarif des MVV integriert.

### Güterverkehr
Bereits vor der Eröffnung für den Personenverkehr diente der Bahnhof Geltendorf ab September 1897 der Ausladung des Baumaterials für die Klosterkirche Sankt Ottilien. Von etwa 1928 bis 1988 wurde in Geltendorf Vieh verladen, das zum Markt in Sendling transportiert wurde. Dafür fuhr ab den 1970er-Jahren ein Güterzug aus Augsburg über die Ammerseebahn nach Geltendorf und weiter über die Bahnstrecke München–Buchloe nach München, den eine Elektrolokomotive der Baureihe 150 oder 117 zog. Ende April 1988 stellte die Deutsche Bundesbahn den nicht mehr rentablen Viehtransport ein. In den 1960er-Jahren wurden am Bahnhof vereinzelt Draisinen der Baureihe Klv 11 zur Reparatur auf Güterwagen verladen. Des Weiteren fand eine Verladung von landwirtschaftlichen Geräten und von Torf aus dem Pflaumdorfer und Emminger Moos statt. Da das Ladegleis vor der Güterhalle nicht elektrifiziert war, war im Bahnhof Geltendorf von den 1950er-Jahren bis in die 1970er Jahre eine Rangierlokomotive der Baureihe Kö II stationiert. Später kam eine Köf der Baureihe 333 aus Kaufering oder Buchloe zum Einsatz. Am 9. Dezember 1993 nahm die deutsche Bundesbahn das Ladegleis außer Betrieb. In den 1990er Jahren führte die Deutsche Bahn von Geltendorf aus noch Übergabefahrten nach Walleshausen und Utting mit Diesellokomotiven der Baureihen 212 oder 290 durch. 2005 endete der Güterverkehr am Bahnhof Geltendorf.